# بالوولو میسکین
قصاب اوغلو حسین شاعر و عاشیق (آشیق) ارومیه‌ای که هم‌اکنون از او با عنوان بالوولو میسکین یاد می‌شود در سال ۱۸۵۰ میلادی در روستای بالوو (بالاو) واقع در نزدیکی‌های ارومیه به دنیا آمد. پدر او موللا کریم قصاب از طایفه «یونوسلو» بالوو بود. این طایفه از ترکهای سنی مذهب (کوره سوننی) ارومیه هستند.
میسکین از تخلصهای «فقیر میسکین»، «حسینی» و «قصاب اوغلو» نیز در شعرهای خود استفاده کرده‌است. اشعار او به زبان ترکی آذربایجانی و در قالبهای هجایی؛ «دیوانی»، «قوشما»، «گرایلی»، «تجنیس»، «جیغالی تجنیس» و «دوداق دیمز» می‌باشد. وی در سن ۶۶ سالگی درگذشته است.
اوائل عمر میسکین با اواخر عمر «دوللو موصطافا» شاعر مشهور کوره سوننی مصادف بوده‌است. همچنین همزمان «عاشیقِ خانبابا» در قولنجی، «عاشیق مهدی» در روستای گوژلر، «عاشیق جاواد» در منطقه دول، «عاشیق چوپور محمد» در دیزج سیاوش، «عاشیق عبدالرحیم» در آشنا آباد (اوشناوا)، «قول هارتون» (عاشیق ارمنی) در سلماس و «عاشیق حمزه» در بالوو از عاشیقهای معاصر با او هستند.
بالوولو میسکین، دوللو موصطافا و قول هارتون بنیان‌گذاران مکتب عاشیقی ارومیه می‌باشند.

## یک شعر از بالولو میسکین
| \| من گلیردیم نازلی یارین ائلیندن. \| \| قوهوم نازلی قارداش نازلی ائل نازلی \| \| ایدیم بوداغینی دردیم گولوندن \| \| بولبول نازلی، قونچا نازلی، گول نازلی \| \| اوخودوغوم «الیف»یمدی «ب»ییمدی \| \| دردی دیلی درد بیلنه دئ ایندی \| \| نازلی دیلبر دوردو رختین گئییندی \| \| کمر نازلی، فامت نازلی، بئل نازلی \| \| خان باده سین حخان دولدورسون، خان ایچسین \| \| جسد ایچسین، جانان ایچسین، جان ایچسین \| \| ایکی سئوگی بیر-بیر ایله سئویشسین \| \| دوداق نازلی، بوخاق نازلی، دیل نازلی \| \| حسینی-یم من ده اولدوم بئچارا \| \| سیر رقیبلر نه پئشه یه نه کارا \| \| سونا تکین توتدوم چکیم کنارا \| |
| من گلیردیم نازلی یارین ائلیندن. |
| قوهوم نازلی قارداش نازلی ائل نازلی |
| ایدیم بوداغینی دردیم گولوندن |
| بولبول نازلی، قونچا نازلی، گول نازلی |
| اوخودوغوم «الیف»یمدی «ب»ییمدی |
| دردی دیلی درد بیلنه دئ ایندی |
| نازلی دیلبر دوردو رختین گئییندی |
| کمر نازلی، فامت نازلی، بئل نازلی |
| خان باده سین حخان دولدورسون، خان ایچسین |
| جسد ایچسین، جانان ایچسین، جان ایچسین |
| ایکی سئوگی بیر-بیر ایله سئویشسین |
| دوداق نازلی، بوخاق نازلی، دیل نازلی |
| حسینی-یم من ده اولدوم بئچارا |
| سیر رقیبلر نه پئشه یه نه کارا |
| سونا تکین توتدوم چکیم کنارا |